# Четка
Четката е инструмент с четина, косми, пера или изкуствени влакна предназначена за почистване, рисуване, ресане и други дейности. Тя е едно от най-основните и широко разпространени приспособления в бита и идва в най-различни размери, цветове и материали.

## Видове четки
Четката може да е:
- четка за дрехи – за премахване на прашинки, косми или влакна от дрехите. Обикновено е плоска, без дръжка, с не много висока, гъста, най-често естествена четина. Изработва се от дърво и по-рядко от пластмаса. Дължината ѝ е 20-25 cm.
- четка за коса
- четка за зъби
- четка за рисуване
- четка за боядисване
- козметична четка
- четка за обувки
- четка за чистене на комини